# Csalog József
Csalog József, 1937-ig Csalogovits József (Pancsova, 1908. március 13.  – Budapest, 1978. május 6.) régész, etnográfus, múzeumigazgató. Fia, Csalog Zsolt író, szociológus, etnográfus.

## Tanulmányai
Nagybecskereki és temesvári tanulmányok után a pécsi Erzsébet Tudományegyetem történelem-földrajz szakos hallgatója, majd a Pázmány Péter Tudományegyetemen bölcsészdoktori oklevelet szerzett archeológiából, földrajzból és az ókori népek történetéből (1930). Már mint egyetemi hallgató önkéntes gyakornokként dolgozott a Magyar Nemzeti Múzeum régészeti osztályán, s számos hazai és külföldi ásatáson többek között a Gerhard Bersu által vezetett goldbergi ásatáson vett részt.

## Munkahelyei
A Magyar Nemzeti Múzeum Régészeti Osztályának gyakornoka (1928–1930), Szekszárdon rendezte a megyei múzeum anyagát, és megszervezte a kiállítást (1932–1934), a szekszárdi múzeum igazgatója (1934–1945), közben a berlini Collegium Hungaricum ösztöndíjasaként a Museum für Vor und Frühgeschichte vendégkutatója (1931–1932), majd Görögországban a Haviseion-alap ösztöndíjával régészeti kutatásokban vett részt (1925–1936). A pécsi múzeum munkatársa (1946–1948), a keszthelyi Helikon Múzeum vezetője (1949–1951), a jászberényi múzeum (1951–1954), a szentesi Koszta József Múzeum igazgatója (1954–1964), nyugdíjas munkatársa (1964–1978). Ősrégészettel foglalkozó, új elméletet dolgozott ki a magyarországi újkőkor időrendjéről. Nemzetközileg is jelentős a tevékenysége a magyarországi neolitikum és rézkor kutatása terén. A szekszárdi múzeum vezetőjeként középkori ásatásokat is folytatott (1936, Ete), és behatóan vizsgálta a Sárköz népművészetét. Írásaiban bemutatta a sárközi kultúra és élet jellegzetességeit: az építkezést, a halászatot, a temetkezési szokásokat, de foglalkozott a mohácsi busójárással is. Vezette az Európa-hírű szegvár-tűzkövesi őskori település feltárását (1956-tól). Írásai elsősorban az Archaeológiai Értesítő (1930-tól), a Néprajzi Értesítő (1925-től), az Ethnographia (1936-tól), az Acta Archaeologica (1958-tól) c. lapokban jelentek meg.

## Fő munkái
- Földrajzi tényezők hatása Mo. neolitikus kultúráinak kialakulására és elterjedésére. (Archeológiai Értesítő 1930. 28-52.)
- Népi építkezés emlékei a tolnamegyei Sárközben. (Néprajzi Értesítő 1935. 1-10.)
- Tolna vármegye múzeumának újabb szerzeménye. I. Újabbkőkori leletek Tolna vármegyéből. (Budapest, 1936)
- Tolnavármegye Múzeumának második ásatása a török hódoltság alatt elpusztult Ete község helyén. (Népr. Ért. 1937. 321-333)
- Talpas sövényházak a Tolna megyei Duna szakaszon. (Néprajzi  Értesítő 1939 35-41)
- A Tolna megyei Sárköz népi halászata. (Néprajzi Értesítő 1940. 233-249.)
- Alisca-Ad latus (Archeológiai Értesítő 1941. 103-105.)
- Das Wohnhaus "E" von Szegvár-Tűzköves und seine Funde. (Acta Archaeologica  1958. 95-114.)
- Tűzfúró és fúró az őskorban ( Móra Ferenc Múzeum Évkönyve 1963. 3-19.)
- A legújabb kökénydombi fonatlenyomat tanulságai. (Móra Ferenc Múzeum Évkönyve 1964. 17-43.)
- Az újkőkorszak embere. (A magyar régészet regénye. Szerk.:Szombathy Viktor. Bp., 1968. 40-68.)